# Genealogisches Handbuch des Adels
 (septembre 2024).
Si vous disposez d'ouvrages ou d'articles de référence ou si vous connaissez des sites web de qualité traitant du thème abordé ici, merci de compléter l'article en donnant les références utiles à sa vérifiabilité et en les liant à la section « Notes et références ».
Le Genealogisches Handbuch des Adels (en français : « Manuel généalogique de la noblesse ») est un ouvrage généalogique allemand de référence, paru de 1951 à 2015 en 158 parties. Il est également considéré comme une continuation de la section de généalogie de l'Almanach de Gotha.